# Ordinal límite

Representación de los números ordinales hasta ω^{ω}. Cada vuelta de la espiral representa una potencia de ω. Los ordinales límite son aquellos que son distintos de cero y no tienen predecesor, como ω o ω^{2}

En teoría de conjuntos, un ordinal límite es un número ordinal que no es ni cero ni un ordinal sucesor. Alternativamente, un ordinal λ es ordinal  límite si hay  un ordinal menor que λ y, siempre  que β sea un ordinal menor que λ, entonces existe un ordinal  γ  tal que β  < γ <  λ. Cada número ordinal es cero, o un ordinal sucesor, o un ordinal límite.
Por ejemplo, ω, el ordinal más pequeño mayor que cada número natural, es un ordinal límite porque para cualquier ordinal n más pequeño (es decir, para cualquier número natural) podemos encontrar otro número natural mayor que él (por ejemplo, n+1), que todavía es menor que ω.
Usando la definición de ordinales de Von Neumann, cada ordinal es el conjunto bien ordenado de todos los ordinales más pequeños que él mismo. La unión de un conjunto no vacío de ordinales que no tiene ningún elemento máximo es entonces siempre un ordinal límite. Usando la asignación cardinal de von Neumann, cada número cardinal infinito es también un ordinal límite (el recíproco no es cierto ya que hay ordinales límite que no son cardinales, por ejemplo, ω·n (n > 0), ω2, ω3, ωω o los números épsilon).

## Definiciones alternativas
Varias otras formas de definir ordinales límite son:
- Es igual al supremo de todos los ordinales debajo de él, pero no es cero.  (Compárese con un ordinal sucesor: el conjunto de ordinales debajo de él tiene un máximo, por lo que el supremo es este máximo, el ordinal anterior).
- No es cero y no tiene elemento máximo.
- Se puede escribir en la forma ωα para α > 0. Es decir, en la forma normal de Cantor no hay un número finito como último término, y el ordinal es distinto de cero.
- Es un punto límite de la clase de números ordinales, con respecto a la topología de orden (los otros ordinales son puntos aislados).

Existe cierta controversia sobre si 0 debe clasificarse o no como un ordinal límite, ya que no tiene un predecesor inmediato;  algunos libros de texto incluyen 0 en la clase de ordinales límite mientras que otros lo excluyen.

## Ejemplos
Debido a que la clase de los números ordinales es una clase bien ordenada, hay un ordinal de límite infinito más pequeño; denotado por ω. El  ordinal ω es también el ordinal infinito más pequeño (sin tener en cuenta el "límite"), ya que es el límite superior mínimo de los números naturales. Por lo tanto, ω representa el tipo de orden de los números naturales. El siguiente ordinal límite por encima del primero es  ω  +  ω  =  ω·2, que se generaliza a ω·n para cualquier número natural n. Tomando la unión (la operación de tomar el supremo en cualquier conjunto de ordinales) de todos los  ω·n, obtenemos ω· ω  =  ω2, que se generaliza a ωn para cualquier número natural n. Este proceso se puede iterar de la siguiente manera para producir:

{\displaystyle \omega ^{3},\omega ^{4},\ldots ,\omega ^{\omega },\omega ^{\omega ^{\omega }},\ldots ,\epsilon _{0}=\omega ^{\omega ^{\omega ^{~\cdot ^{~\cdot ^{~\cdot }}}}},\ldots }

En general, todas estas definiciones recursivas a través de multiplicación, exponenciación, exponenciación repetida, etc. producen ordinales límite. Todos los ordinales discutidos hasta ahora siguen siendo ordinales numerables. Sin embargo, no existe un esquema recursivamente enumerable para nombrar sistemáticamente todos los ordinales menores que el ordinal de Church-Kleene, que es un ordinal numerable.
Más allá del numerable, el primer ordinal no numerable generalmente se denota ω1. También es un ordinal límite. Continuando, se puede obtener lo siguiente (todos los cuales ahora están aumentando en cardinalidad):

{\displaystyle \omega _{2},\omega _{3},\ldots ,\omega _{\omega },\omega _{\omega +1},\ldots ,\omega _{\omega _{\omega }},\ldots }

En general, siempre obtenemos un ordinal límite cuando tomamos la unión de un conjunto no vacío de ordinales que no tiene ningún elemento máximo.
Los ordinales de la forma ω²α, para α > 0, son límites de límites, etc.

## Propiedades
Las clases de ordinales sucesores y ordinales límite (de varias cofinalidades) así como cero agotan toda la clase de ordinales, por lo que estos casos se usan a menudo en pruebas por inducción transfinita o definiciones por recursión transfinita. Los ordinales límite representan una especie de "punto de inflexión" en tales procedimientos, en el que uno debe usar operaciones limitantes como tomar la unión sobre todos los ordinales anteriores.  En principio, uno podría hacer cualquier cosa en ordinales límite, pero tomando la unión es continua en la topología de orden y esto suele ser deseable.
Si usamos la asignación cardinal de von Neumann, cada número cardinal infinito es también un ordinal límite (y esta es una observación adecuada, ya que "cardinal" deriva del latín "cardo" que significa "bisagra" o "punto de inflexión"): la demostración de este hecho se hace simplemente mostrando que cada ordinal sucesor infinito es equinumeroso a un ordinal límite a través de la paradoja de Hilbert del Hotel infinito.
Los números cardinales tienen su propia noción de sucesión y límite (todo se actualiza a un nivel superior).

## Ordinales no-descomponibles
Aditivamente no-descomponibles
Un α ordinal límite se llama aditivamente no-descomponible si no puede expresarse como la suma de β < α ordinales menores que α. Estos números son cualquier ordinal de la forma {\displaystyle \omega ^{\beta }} para β un ordinal. El más pequeño se escribe {\displaystyle \gamma _{0}}, el segundo se escribe {\displaystyle \gamma _{1}}, etc.
Multiplicativamente no-descomponibles
Un α ordinal límite se llama multiplicativamente no-descomponible si no puede expresarse como el producto de β < α ordinales menores que α. Estos números son cualquier ordinal de la forma {\displaystyle \omega ^{\omega ^{\beta }}} para β un ordinal. El más pequeño se escribe {\displaystyle \delta _{0}}, el segundo se escribe {\displaystyle \delta _{1}}, etc.
Exponencialmente no-descomponibles y más allá
El término "exponencialmente no-descomponible" no se refiere a ordinales no expresables como exponenciales de exponente β < α ordinales menores que α, sino más bien los números épsilon. "Tetrationalmente no-decomponible" se refiere a los números zeta, "pentacionalmente indecomponible" se refiere a los números eta, etc.